# 이정문 (1947년)
이정문(1947년 3월 14일~)는 대한민국의 정치인이다. 제4대 경기도 용인시장을 지냈다.

## 학력
- 신갈국민학교(졸업)
- 용인중학교(졸업)
- 용인고등학교(졸업)
- 강남대학교(행정학 학사)

## 역대 선거 결과
|  | 57.0% |

|  | 29.76% |

|  | 56.02% |

|  | 18.17% |

| 전임 예강환 | 제4대 경기도 용인시장 2002년 7월 1일~2006년 6월 30일 | 후임 서정석 |